# Zumbi
Zumbi és un barri de la Zona Nord del municipi de Rio de Janeiro i un dels catorze barris oficials de l'illa del Governador. És el barri més petit, no només de l'illa, sinó de tot el municipi de Rio. El seu IDH, l'any 2000, era de 0,858, el 46 millor del municipi entre 126 barris analitzats.

## Història
Es localitza a l'Illa del Governador en una localitat sorgida de l'ocupació gradual de l'entorn del Saco de Jequiá, àrea pantanosa i embocadura del canalitzat i submergit Riu Jequiá. En els seus pocs carrers acull el batalló de la policia militar Luís Alves de Lima i Silva, el Jequiá Iate Club, l'escola municipal Cuba i el Centre d'atenció primària Necker Pinto.
Limita amb el barri Cacuia a nord i oest, pel qual és àmpliament ombrejat al capvespre a causa del morro que dona nom al barri. I per Pitangueiras a l'est, separa encara aquest dos barris de la Ribeira.